# Odważnik

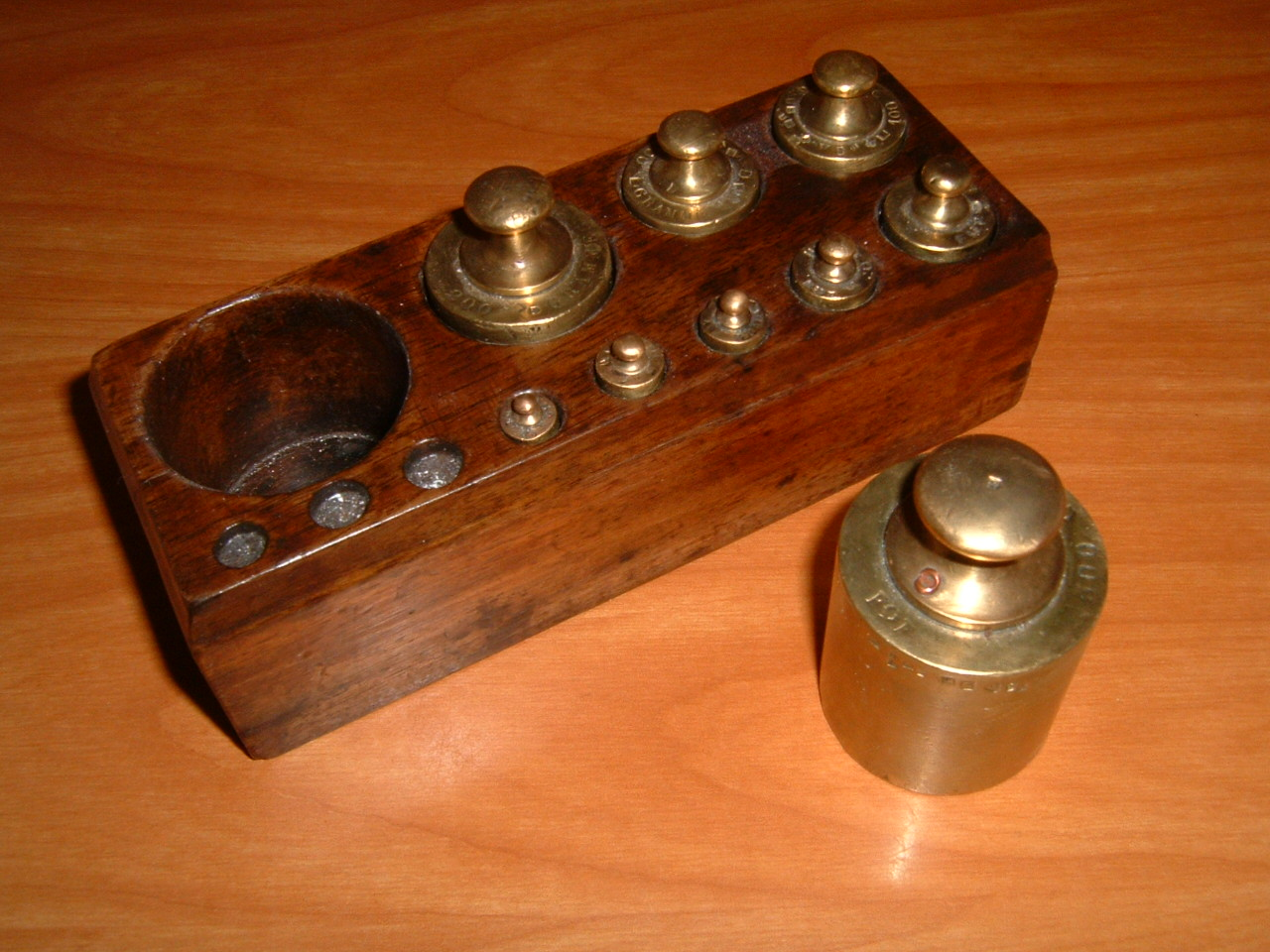
Komplet odważników

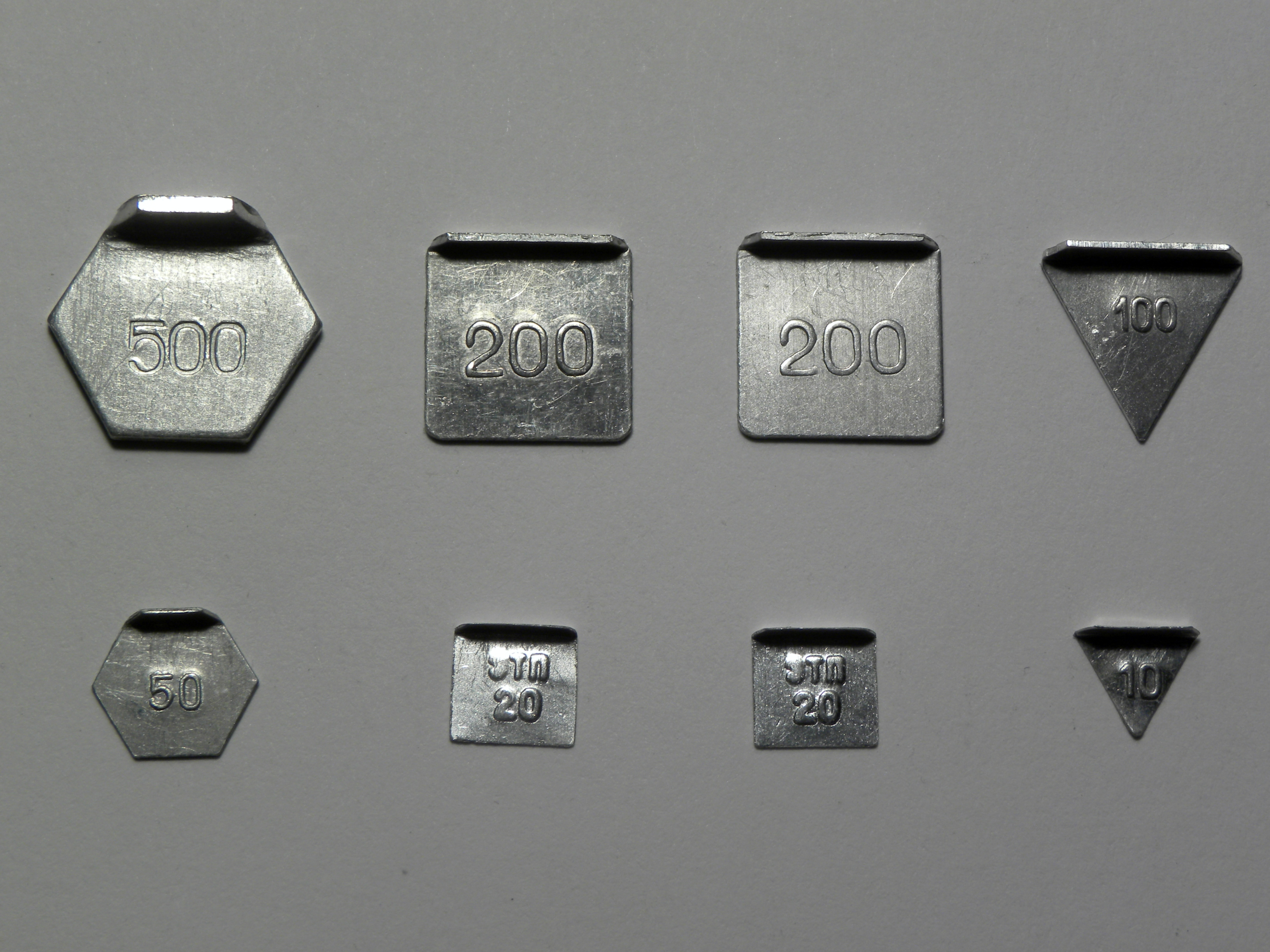
Odważniki miligramowe

Odważnik – przedmiot o ściśle określonej masie pełniący funkcję wzorca masy i używany do jej pomiaru. 
Odważników używa się głównie w tradycyjnych wagach szalkowych. Przeważnie mają formę walca, wykonanego z metalu, czasem ceramiki. Odważniki służące do pomiaru najmniejszych mas (poniżej jednego grama) mają postać blaszek o różnych kształtach i różnej grubości. Odważniki dzieli się na 5 klas dokładności dla odważników użytkowych, zależnie od dopuszczalnego dla danej klasy błędu pomiaru. Ponadto istnieją odważniki specjalne, służące do kontroli dokładności pomiaru odważników użytkowych.